# Valsamoggia
Valsamoggia (Valsamûż in dialetto bolognese) è un comune italiano sparso di 32 204 abitanti della città metropolitana di Bologna in Emilia-Romagna.
È stato istituito il 1º gennaio 2014 dalla fusione dei comuni di Bazzano, Castello di Serravalle, Crespellano, Monteveglio e Savigno, già parte dell'Unione di comuni Valle del Samoggia. La sede comunale è a Bazzano.
Fa parte della città metropolitana di Bologna e ne risulta essere il secondo maggior comune per superficie (preceduto solo da Imola), e il quinto per quanto riguarda il numero di abitanti. È inoltre il comune sparso maggiormente popoloso dell'Emilia-Romagna sulla base del numero di residenti
Si tratta per numero di abitanti del secondo comune fuso più grande mai nato in Italia da quando è stato istituito il processo di fusione, disciplinato per legge dal testo unico degli enti locali del 2000. Ha cessato di essere per superficie il comune fuso più grande d'Italia il 1º gennaio 2016, con l'istituzione del Comune di Ventasso nell'appennino reggiano.
Valsamoggia è nata in seguito al referendum consultivo del 25 novembre 2012. In tale occasione i cittadini dei cinque comuni interessati si sono espressi in favore della fusione con una maggioranza del 51,5% seppur nei comuni di Bazzano e Savigno la maggioranza dei votanti si sia espressa contro tale progetto.
Dal 16 giugno 2014 è entrata a far parte dell'Unione dei comuni Valli del Reno, Lavino e Samoggia.

## Geografia fisica
Valsamoggia è situata nella città metropolitana di Bologna, ad ovest del capoluogo verso il territorio modenese. Il suo territorio è generalmente collinoso e comprende anche la zona di pianura pedecollinare, nella quale sono situati Bazzano e Crespellano. L'area è caratterizzata da intensa urbanizzazione, che comunque non ha soppresso le tradizionali attività agricole e di allevamento intensivo. L'area pedecollinare è fortemente industrializzata.
Valsamoggia è interamente compresa nel bacino imbrifero del torrente Samoggia, tributario del fiume Reno.

## Storia

### Simboli
Lo stemma e il gonfalone del comune di Valsamoggia sono stati concessi con decreto del presidente della Repubblica del 17 aprile 2015.
Il gonfalone è un drappo di rosso.

## Monumenti e luoghi d'interesse

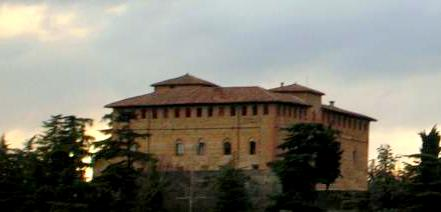
La Rocca dei Bentivoglio di Bazzano

Il MiBACT recensisce 83 beni architettonici tutelati nel comune, ai quali si aggiungono quelli senza tutele.

### Architetture religiose

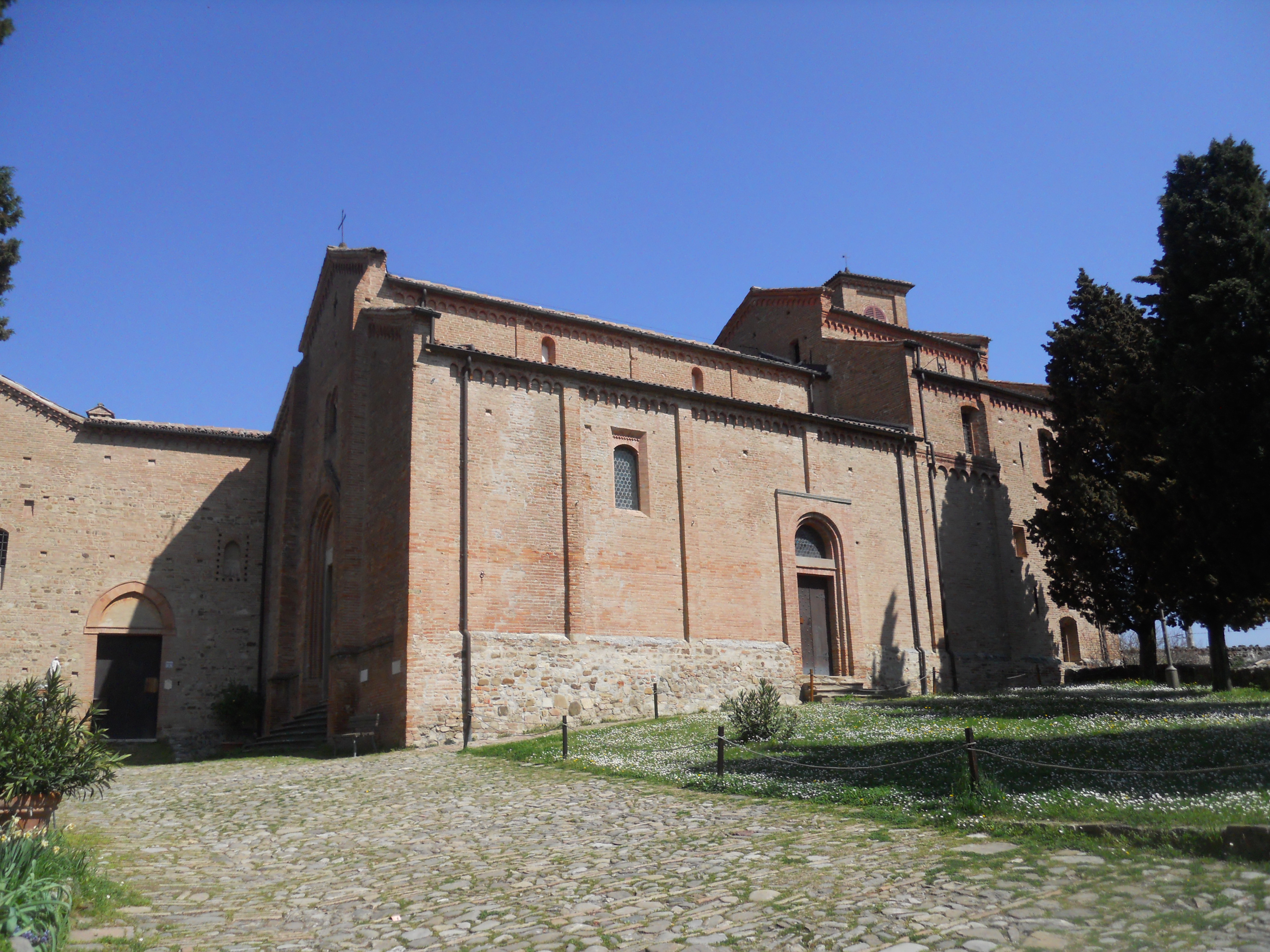
La Chiesa di Santa Maria Assunta situata nel complesso della abbazia di Monteveglio

- Chiesa di Santo Stefano Protomartire di Bazzano
- Santuario della Beata Vergine del Carmine (detta "della Sabbionara") di Bazzano
- Oratorio di Santa Maria del Suffragio di Bazzano
- Cappella della Madonna del Rivellino e Via Crucis di Bazzano
- Chiesa di Sant'Apollinare di Castelletto (Castello di Serravalle)
- Chiesa di San Giovanni Battista di Maiola (Castello di Serravalle)
- Chiesa di San Michele Arcangelo di Tiola (Castello di Serravalle)
- Chiesa di Santa Maria Assunta di Fagnano (Castello di Serravalle)
- Chiesa di San Francesco (detta "del Confortino") di Crespellano
- Chiesa di Santa Maria Nascente di Pragatto (Crespellano)
- Santuario della Beata Vergine di Passavia di Pragatto (Crespellano)
- Chiesa di San Nicolò di Calcara (Crespellano)
- Chiesa di San Savino Vescovo e Martire di Crespellano
- Oratorio di San Francesco e Villa Pedrazzi (Crespellano)
- Chiesa di Sant'Andrea in Corneliano di Montebudello (Monteveglio)
- Abbazia di Santa Maria Assunta di Monteveglio
- Chiesa di San Paolo di Oliveto (Monteveglio)
- Chiesa di San Cristoforo di Vedegheto (Savigno)
- Chiesa del Santissimo Salvatore di Rodiano (Savigno)
- Chiesa di San Biagio di Savigno
- Chiesa di San Prospero di Savigno
- Chiesa di Santa Maria Assunta di Merlano (Savigno)
- Santuario della Beata Vergine di Croce Martina di Rodiano (Savigno)
- Chiesa di San Matteo di Savigno

### Architetture civili
- Il Borgo di Monteveglio
- La Rocca dei Bentivoglio di Bazzano
- Il Borgo di Serravalle
- Le "10 ville" di Crespellano
- Il Castello (Rocca, Torre dell'Orologio, mura di cinta, ecc.), a Bazzano
- Ex Macello, a Bazzano
- Villa Giulia e pertinenze, a Bazzano
- Villa Diana e pertinenze, a Bazzano
- Fabbricato Viaggiatori e pertinenze della stazione di Bazzano
- Villa Pedrini, a Bazzano
- Villa Gessa e pertinenze, a Bazzano
- Palazzo Osti, a Bazzano
- Villa Tanari con parco e pertinenze, a Bazzano
- Palazzo comunale di Bazzano
- Cimitero comunale di Bazzano
- Rifugio antiaereo, a Bazzano

### Siti archeologici
- Resti di un insediamento dell'età del Bronzo

### Aree naturali
- Parco regionale dell'Abbazia di Monteveglio

## Società

### Evoluzione demografica
Abitanti censiti

### Etnie e minoranze straniere
Gli stranieri residenti nel comune sono 3 363 ovvero l'11,42% della popolazione Di seguito sono riportati i gruppi più consistenti:
1. Marocco, 783
2. Romania, 591
3. Albania, 447
4. Ghana, 229
5. Tunisia, 185
6. Ucraina, 76

### Lingue e dialetti
Oltre alla lingua italiana, in Valsamoggia è diffusa, soprattutto dalla popolazione più anziana, una particolare variante locale del dialetto bolognese, appartenente alla famiglia dei dialetti bolognesi rustici occidentali. Fa eccezione solo il territorio di Savigno nel quale, a causa dell'influenza appenninica, viene parlato in prevalenza il dialetto bolognese montano.

## Cultura
La principale organizzazione culturale di Valsamoggia è la Fondazione Rocca dei Bentivoglio con sede nell'omonimo castello.

### Scuole
Valsamoggia è sede di tre Istituti Comprensivi Statali:
- Istituto Comprensivo Bazzano-Monteveglio[22]
- Istituto Comprensivo Crespellano[23]
- Istituto Comprensivo Castello di Serravalle e Savigno[24]

### Archivi
- Archivio storico comunale di Bazzano (secolo IX - 1970)
- Archivio storico comunale di Castello di Serravalle (secolo XIX/inizio - 1970)
- Archivio storico comunale di Crespellano (secolo XIX/inizio - 1970)
- Archivio storico comunale di Monteveglio (secolo XX/seconda metà - 1970)
- Archivio storico comunale di Savigno (1813-1970)

### Biblioteche
- Biblioteca Comunale di Savigno[25]
- Biblioteca Comunale di Castello di Serravalle a Castelletto[25]
- Biblioteca Comunale di Crespellano[26]
- Biblioteca Comunale 'M. Zagnoni' di Monteveglio
- Mediateca Intercomunale di Bazzano[27]

### Musei
- Museo civico archeologico Arsenio Crespellani, a Bazzano
- Ecomuseo della collina e del vino, a Castello di Serravalle

### Teatri
- Teatro delle Temperie di Calcara
- Teatro delle Ariette di Castello di Serravalle
- Teatro Comunale "Franco Frabboni" di Savigno

### Feste e sagre
Numerosissime sono le feste e le sagre che si svolgono nel corso dell'anno nel territorio della Valsamoggia. Ciascuno dei 5 ex comuni persegue da anni un ben definito calendario di eventi tradizionali e di feste popolari. Tra le iniziative di maggior rilievo vi sono:
- L'Autunno Bazzanese un assembramento di eventi dalla durata quindicinale che comprende mostre, mercatini, concerti, spettacoli, sport, enogastronomia, che si svolge a Bazzano a partire dalla seconda settimana di settembre.
- Il Carnevale dei bambini di Bazzano che si svolge ogni due ultime domeniche di carnevale.
- La Festa Medievale di Monteveglio, una tre giorni di rievocazione storiche che ha luogo durante la prima settimana di giugno.
- Il Funerale della Saracca di Oliveto. Si tratta di un'antica e bizzarra festa di stampo carnevalesco che si svolge in periodo quaresimale.
- La Sagra del Gnocco Fritto che si tiene a Castello di Serravalle ogni anno in ottobre durante 3 weekend
- La Fiera del Tartufo rinomata sagra che si svolge nelle prime tre domeniche di novembre a Savigno.

## Infrastrutture e trasporti

### Strade
La principale arteria stradale che attraversa la Valsamoggia è la ex "Strada statale 569 di Vignola" (ora di competenza provinciale) la quale viene in gergo chiamata semplicemente  "bazzanese". La maggiore via di comunicazione in senso nord-sud è invece la strada provinciale 27 Valle del Samoggia.
Dal novembre 2016 il Comune di Valsamoggia è collegato direttamente con l'autostrada A1 Milano-Napoli con l'apertura dell'omonimo casello autostradale. Dal 2019 esiste una variante della SP 569, la Nuova Bazzanese, che permette di aggirare i centri di Crespellano, Muffa e Bazzano.

### Ferrovie
Valsamoggia è dotata di quattro stazioni ferroviarie facenti parte della Ferrovia Bologna-Vignola:
- Stazione di Bazzano
- Stazione di Muffa
- Stazione di Crespellano
- Stazione di Via Lunga

Mentre sulla Ferrovia Milano-Bologna vi è la stazione di:
- Samoggia

Il servizio viene garantito da Trenitalia Tper

### Ospedale
A Bazzano sorge l'Ospedale "don G. Dossetti", unica struttura sanitaria ospedaliera presente nell'intero Distretto di Casalecchio di Reno dell'AUSL di Bologna

## Geografia antropica

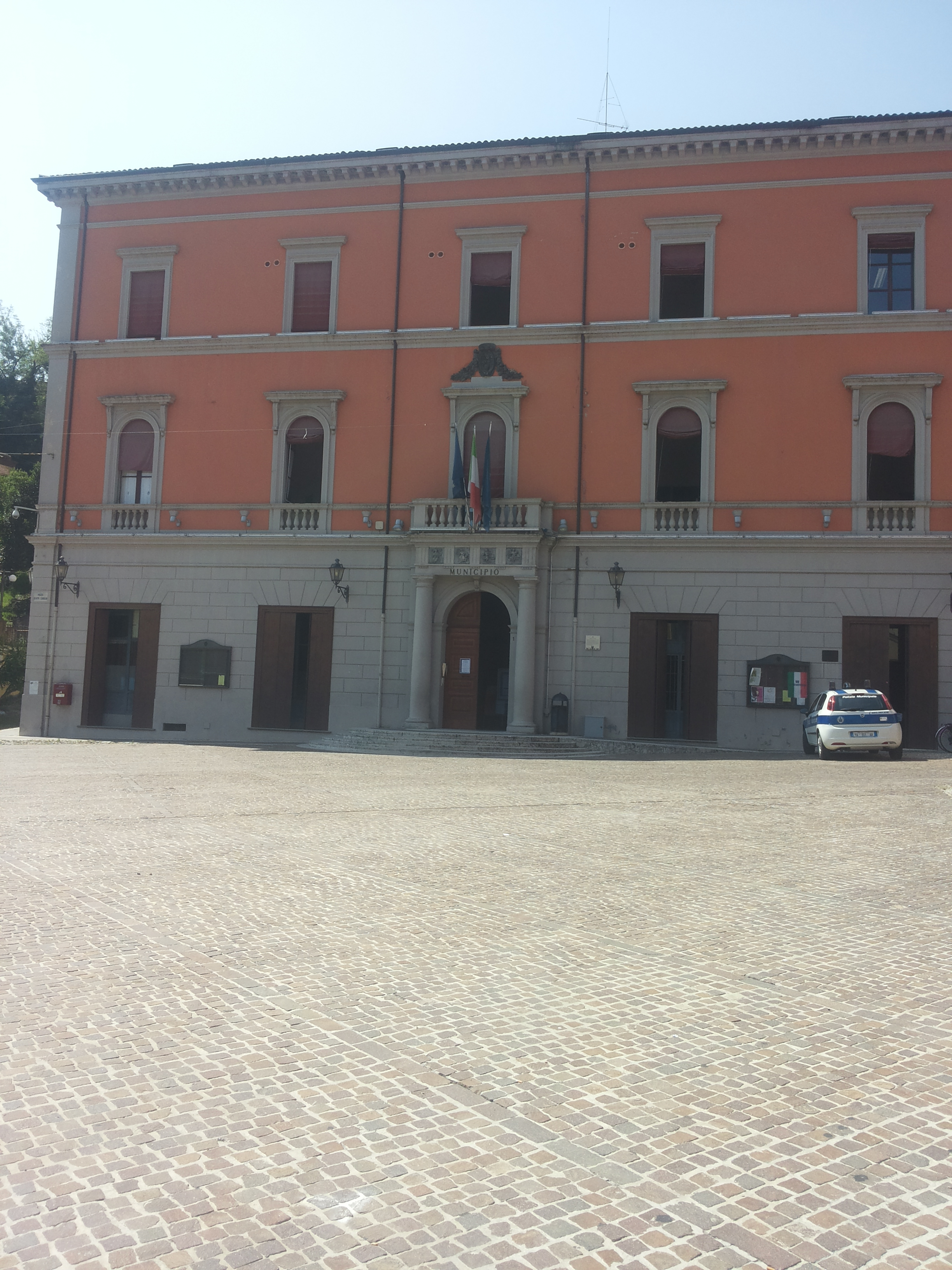
Il municipio di Bazzano sede del Comune di Valsamoggia

Il comune è suddiviso amministrativamente in cinque municipi. Essi corrispondono geograficamente ai territori dei cinque ex comuni (Bazzano, Crespellano, Monteveglio, Castello di Serravalle, Savigno). Pur essendo strutture decentrate dell'amministrazione comunale, ciascun municipio ha un proprio Consiglio e un proprio Presidente.
I Consigli vengono direttamente eletti dai cittadini contestualmente all'elezione del Sindaco e del Consiglio comunale.
Secondo lo statuto del Comune di Valsamoggia, ai Consigli di municipio, in quanto organi di rappresentanza diretta dei cittadini, è garantito l'esercizio di un ruolo politico, propositivo e consultivo.

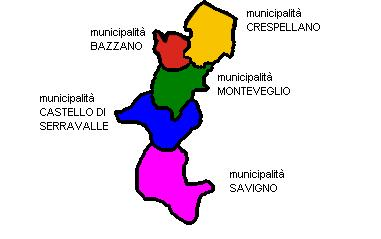
La suddivisione amministrativa di Valsamoggia

### Amministrazione

Gonfalone comunale

| Primo cittadino  | Partito                 | Partito                 | Coalizione              | Coalizione              | Mandato         | Mandato        | Elezione      |
| Primo cittadino  | Partito                 | Partito                 | Coalizione              | Coalizione              | Inizio          | Fine           | Elezione      |
| ---------------- | ----------------------- | ----------------------- | ----------------------- | ----------------------- | --------------- | -------------- | ------------- |
| Andrea Gambassi  | Commissario prefettizio | Commissario prefettizio | Commissario prefettizio | Commissario prefettizio | 1º gennaio 2014 | 26 maggio 2014 | -             |
| Daniele Ruscigno |                         | Partito Democratico     |                         | PD-Lista civica         | 26 maggio 2014  | 27 maggio 2019 | Elezioni 2014 |
| Daniele Ruscigno |                         | Partito Democratico     | PD-Liste civiche        | 27 maggio 2019          | 11 giugno 2024  | Elezioni 2019  |               |
| Milena Zanna     |                         | Partito Democratico     |                         | PD-Az-Liste civiche     | 11 giugno 2024  | in carica      | Elezioni 2024 |

## Sport

### Pallacanestro
- Bazzano Basket BBK militante nel Campionato Amatori UISP
- Savigno Truffles Campioni Europa League 2016/2017 militante nel campionato amatori UISP

### Calcio
Numerose sono le squadre di calcio con sede in Valsamoggia.
Tra le più importanti vi sono:
Lega Nazionale Dilettanti
- A.C.D. Castellettese militante nel Campionato di Prima Categoria
- U.S. Bazzanese Calcio 1923 A.S.D. militante nel Campionato di Seconda Categoria
- A.S.D. Calcara Samoggia militante nel Campionato di Seconda Categoria
- POL. D. Crespo Calcio militante nel Campionato di Seconda Categoria e Terza Categoria (come Crespo Calcio Sq.B)

Amatori U.I.S.P.
- Deportivo Monteveglio militante nel Campionato Master

Amatori CSI
- Savigno militante nel Campionato di Eccellenza
- Calcara Samoggia militante nel Campionato di Eccellenza
- U.S. Bazzanese Calcio 1923 A.S.D. militante nel Campionato di Eccellenza e over 35

### Pallamano
- La locale squadra femminile di pallamano, la Pallamano Bazzano PCB milita nel campionato di Serie A2 femminile

### Ciclismo
- L'Unione Sportiva Calcara è attiva ininterrottamente dal 1945, con sede nella frazione di Calcara

Ogni anno Valsamoggia è sede della corsa ciclistica Gran Premio Bruno Beghelli